# James Hogg (1er baronnet)
James Weir Hogg, 1er baronnet (1790 – 27 mai 1876) est un homme d'affaires irlandais, avocat et homme politique, qui sert en Angleterre en tant que député Libéral-Conservateur.

## Biographie
Hogg est né à Lisburn, dans le Comté d'Antrim, en Irlande, fils aîné de William Hogg et de son épouse Marie, née Dickey. Il fait ses études au Dr Bruce Académie, à Belfast, et plus tard, au Trinity College, à Dublin.

## Carrière juridique et politique
Il est appelé au Barreau et exerce en Inde en 1814, où il obtient une vaste et lucrative pratique. En 1822, il est nommé Registraire de la Cour Suprême de la Magistrature, à Calcutta, poste qu'il occupe jusqu'à son retour en Angleterre en 1833. En 1839, il est élu directeur de la Compagnie britannique des Indes orientales.
Il est élu député de Beverley en 1834, et représente Honiton de 1847 à 1857, siège qu'il perd par deux votes aux Élections générales britanniques de 1857. Hogg est deux fois président de la Compagnie des indes, et, en 1858, lorsque le gouvernement de l'Inde est transféré à La Couronne, il est élu membre du Conseil de l'Inde, jusqu'à sa démission en 1872, âgé de quatre-vingt deux ans. Il est créé baronnet, du Haut de Grosvenor Street, dans le Comté de Londres, en 1846, et se voit proposer des postes de Juge-Avocat Général (Royaume-Uni) et de Gouverneur de Bombay, qu'il refuse.

## Famille
Hogg se marie le 26 juillet 1822, avec Marie, fille de Samuel Swinton, de Swinton, Berwickshire. Il mène avec succès une action en diffamation à l'encontre de Barnard Grégoire pour avoir écrit dans Le Satiriste que sa femme est légalement mariée à un autre homme. Sir James et Lady Hogg ont quatorze enfants. À sa mort en 1876, il est remplacé comme baronnet par son fils James McGarel-Hogg, qui, le 5 juillet 1887, est créé baron Magheramorne, de Magheramorne dans le Comté d'Antrim, avec la Pairie du Royaume-Uni, dans le cadre des célébrations du Jubilé de la Reine Victoria. Son septième fils Quintin Hogg est un marchand et philanthrope et le père de Douglas Hogg (1er vicomte Hailsham) et de Malcolm Hogg, qui est aussi membre du Conseil de l'Inde, et le grand-père de Quintin Hogg, baron Hailsham de St Marylebone. Il est mort en 1876.